# Perlé
Perlé (en luxemburguès: Foulscht; en alemany: Folscheid) és una vila de la comuna de Rambrouch, situada al districte de Diekirch del cantó de Redange. Està a uns 34 km de distància de la ciutat de Luxemburg.

## Història
Perlé era un municipi fins l'1 de gener de 1979, quan es va fusionar amb les comunes d'Arsdorf, Bigonville i Folschette per formar la nova comunitat de Rambrouch. Es va adoptar la llei sobre la creació de Rambrouch el 27 de juliol de 1978.